# Llista de monuments del Bruc
Llista de monuments del Bruc inclosos en l'Inventari del Patrimoni Arquitectònic de Catalunya per al municipi del Bruc (Anoia). Inclou els inscrits en el Registre de Béns Culturals d'Interès Nacional (BCIN) amb la classificació de monuments històrics, els béns culturals d'interès local (BCIL) de caràcter immoble i la resta de béns arquitectònics integrants del patrimoni cultural català.
| Monument                                                          | Protecció   | Estil/època                                | Localització                                                               | Coordenades                                          | Codi?         | Imatge |
| ----------------------------------------------------------------- | ----------- | ------------------------------------------ | -------------------------------------------------------------------------- | ---------------------------------------------------- | ------------- | --- |
| Monument a la Batalla del Bruc                                    | BCIN 84-MH  | Monumentalisme academicista XX Mitjan      | El Bruc C. Bruc de Dalt o N-IIa km 576,5                                   | 41° 35′ 01″ N, 1° 46′ 41″ E / 41.58349°N,1.777983°E  | RI-51-0000130 | Monument a la Batalla del Bruc · Vegeu més fotos d'aquest monument · Carregueu una nova foto d'aquest monument               |
| Castell de la Guàrdia o de Bonifaci                               | BCIN 743-MH | Medieval                                   | El Bruc Pista forestal que surt de la ctra. BP-1101                        | 41° 36′ 31″ N, 1° 46′ 26″ E / 41.608482°N,1.773777°E | RI-51-0005210 | Castell de la Guàrdia (el Bruc) · Vegeu més fotos d'aquest monument · Carregueu una nova foto d'aquest monument              |
| Vila Antoniette, Cal Díaz, Torre Díaz                             |             | Modernisme XX Inici                        | El Bruc C. del Bruc del Mig, 1                                             | 41° 34′ 41″ N, 1° 46′ 50″ E / 41.57808°N,1.78064°E   | IPA-4023      | Vila Antoniette (el Bruc) · Vegeu més fotos d'aquest monument · Carregueu una nova foto d'aquest monument                    |
| Cal Calvo                                                         | BCIL 1992   | Eclecticisme XX                            | El Bruc C. del Bruc del Mig, 4                                             | 41° 34′ 42″ N, 1° 46′ 51″ E / 41.57833°N,1.78092°E   | IPA-4024      | Cal Calvo (el Bruc) · Vegeu més fotos d'aquest monument · Carregueu una nova foto d'aquest monument                          |
| Casa Panama Canal                                                 | BCIL 1992   | Obra popular XX Inici                      | El Bruc C. del Bruc del Mig, 2                                             | 41° 34′ 42″ N, 1° 46′ 52″ E / 41.57822°N,1.78101°E   | IPA-4025      | Casa Panama Canal (el Bruc) · Vegeu més fotos d'aquest monument · Carregueu una nova foto d'aquest monument                  |
| Cal Casas Petit                                                   | BCIL 1992   | Modernisme XX Inici                        | El Bruc C. del Bruc del Mig, 6                                             | 41° 34′ 42″ N, 1° 46′ 51″ E / 41.57839°N,1.7809°E    | IPA-4026      | Cal Casas Petit (el Bruc) · Vegeu més fotos d'aquest monument · Carregueu una nova foto d'aquest monument                    |
| Cal Chic Cordero, Cal Xic Cordero                                 |             | Neoclassicisme, obra popular XIX           | El Bruc C. del Bruc del Mig, 19-21                                         | 41° 34′ 45″ N, 1° 46′ 49″ E / 41.57928°N,1.78027°E   | IPA-4027      | Cal Chic Cordero (el Bruc) · Vegeu més fotos d'aquest monument · Carregueu una nova foto d'aquest monument                   |
| Cal Cordero o Casa Elias                                          | BCIL 1992   | Obra popular, neoclassicisme XIX Final     | El Bruc C. del Bruc del Mig, 11                                            | 41° 34′ 44″ N, 1° 46′ 49″ E / 41.57895°N,1.78031°E   | IPA-4028      | Cal Cordero (el Bruc) · Vegeu més fotos d'aquest monument · Carregueu una nova foto d'aquest monument                        |
| Can Casas, Bodegas Muller                                         | BCIL 1992   | Modernisme XIX-XX                          | El Bruc C. del Bruc del Mig, 55                                            | 41° 34′ 50″ N, 1° 46′ 47″ E / 41.58066°N,1.7798°E    | IPA-4047      | Can Casas (el Bruc) · Vegeu més fotos d'aquest monument · Carregueu una nova foto d'aquest monument                          |
| Can Domènec, les Voltes                                           |             | XI-XII                                     | El Bruc C. de la Parròquia                                                 | 41° 34′ 38″ N, 1° 47′ 04″ E / 41.57728°N,1.78443°E   | IPA-4048      | Can Domènec (el Bruc) · Vegeu més fotos d'aquest monument · Carregueu una nova foto d'aquest monument                        |
| Església de Santa Maria del Bruc, rectoria i cementiri            | BCIL 1992   | Romànic, neoclassicisme XI, XVI, XVIII-XIX | El Bruc Final del c. de la Parròquia                                       | 41° 34′ 34″ N, 1° 47′ 09″ E / 41.57603°N,1.78577°E   | IPA-4049      | Església parroquial de Santa Maria (el Bruc) · Vegeu més fotos d'aquest monument · Carregueu una nova foto d'aquest monument |
| Plaça i carrer de la Parròquia, les Voltes i Cal Porquer          | BCIL 1992   | Obra popular XII-XIII                      | El Bruc Pl. de la Parròquia                                                | 41° 34′ 40″ N, 1° 47′ 02″ E / 41.57764°N,1.78386°E   | IPA-4052      | Plaça i carrer de la Parròquia (el Bruc) · Vegeu més fotos d'aquest monument · Carregueu una nova foto d'aquest monument     |
| Pont de la Parròquia, pont del Torrent de l'Illa                  | BCIL 1992   | Obra popular XX Inici                      | El Bruc C. del Bruc de Baix, junt antiga ctra. N-II                        | 41° 34′ 39″ N, 1° 46′ 56″ E / 41.57757°N,1.78232°E   | IPA-4053      | Pont de la Parròquia (el Bruc) · Vegeu més fotos d'aquest monument · Carregueu una nova foto d'aquest monument               |
| El Castell                                                        | BCIL 1992   | Obra popular, romànic XVI-XVII, XII-XIII   | El Bruc Vessant sud de la muntanya de Montserrat                           | 41° 35′ 19″ N, 1° 47′ 15″ E / 41.5887°N,1.78741°E    | IPA-4054      | El Castell (el Bruc) · Vegeu més fotos d'aquest monument · Carregueu una nova foto d'aquest monument                         |
| Castell Ferran, Torre de la Guàrdia, Can Maçana, Torre dels Moros | BCIL 1983   | Obra popular XIX Mitjan                    | El Bruc Puig Ferran, prop de Can Maçana                                    | 41° 36′ 30″ N, 1° 45′ 50″ E / 41.608265°N,1.764021°E | IPA-4055      | Castell Ferran (el Bruc) · Vegeu més fotos d'aquest monument · Carregueu una nova foto d'aquest monument                     |
| Mas Colom                                                         |             |                                            | El Bruc A pocs metres del c. de la Parròquia                               | 41° 34′ 45″ N, 1° 47′ 00″ E / 41.57917°N,1.78346°E   | IPA-4056      | Carregueu una nova foto d'aquest monument                                                                                    |
| Mas la Cova                                                       | BCIL 1992   | Obra popular XVIII                         | El Bruc Davant del Bruc de Dalt, ctra. N-II, trencall durant 1,5 km        | 41° 35′ 20″ N, 1° 46′ 02″ E / 41.58898°N,1.76731°E   | IPA-4058      | Carregueu una nova foto d'aquest monument                                                                                    |
| Can Farrés, Can Ferrers                                           | BCIL 1992   | Obra popular XVIII                         | El Bruc Camí del Bruc del Mig a la urbanització Can Rial                   | 41° 34′ 58″ N, 1° 47′ 10″ E / 41.58276°N,1.78608°E   | IPA-4059      | Carregueu una nova foto d'aquest monument                                                                                    |
| Can Jorba                                                         | BCIL 1992   | Obra popular XVI, XIX-XX                   | El Bruc Ctra. N-II, km 578, camí a mà esquerra                             | 41° 35′ 17″ N, 1° 47′ 55″ E / 41.58808°N,1.79858°E   | IPA-4060      | Can Jorba (el Bruc) · Vegeu més fotos d'aquest monument · Carregueu una nova foto d'aquest monument                          |
| Can Maçana, Can Massana                                           | BCIL 1992   | Obra popular XVIII                         | El Bruc Ctra. local de Can Maçana a Montserrat, a l'inici                  | 41° 36′ 36″ N, 1° 46′ 02″ E / 41.61007°N,1.76719°E   | IPA-4062      | Can Maçana (el Bruc) · Vegeu més fotos d'aquest monument · Carregueu una nova foto d'aquest monument                         |
| Cal March de la Vall                                              | BCIL 1992   |                                            | El Bruc Paratge de la Vall, prop del nucli de Marganell                    | 41° 38′ 24″ N, 1° 46′ 32″ E / 41.64012°N,1.77552°E   | IPA-4063      | Carregueu una nova foto d'aquest monument                                                                                    |
| Can Marquès                                                       | BCIL 1992   | Obra popular XVII, XX Inici                | El Bruc Ctra. N-II, km 578,1, trencall a l'esquerra                        | 41° 34′ 26″ N, 1° 47′ 30″ E / 41.57399°N,1.79179°E   | IPA-4064      | Can Marquès (el Bruc) · Vegeu més fotos d'aquest monument · Carregueu una nova foto d'aquest monument                        |
| Capella de Sant Miquel de Vilaclara, Can Guixa                    | BCIL 1992   | Romànic XI                                 | El Bruc Ctra. N-II, 200 m abans del túnel, pista a l'esquerra              | 41° 35′ 22″ N, 1° 44′ 58″ E / 41.58954°N,1.74939°E   | IPA-4065      | Carregueu una nova foto d'aquest monument                                                                                    |
| Can Solà de la Roca                                               |             | Obra popular XVII-XVIII                    | El Bruc Antiga N-II, km 571,4, a la dreta                                  | 41° 36′ 01″ N, 1° 44′ 47″ E / 41.60017°N,1.74649°E   | IPA-4066      | Carregueu una nova foto d'aquest monument                                                                                    |
| Can Vallès                                                        |             | Obra popular XVI                           | El Bruc Ctra. N-II, km 578,1, passat Can Marquès, trencall a l'esquerra    | 41° 34′ 30″ N, 1° 47′ 21″ E / 41.57488°N,1.78923°E   | IPA-4067      | Can Vallès (el Bruc) · Vegeu més fotos d'aquest monument · Carregueu una nova foto d'aquest monument                         |
| Mas la Vinya Nova                                                 | BCIL 1992   | Obra popular XVI, XIX                      | El Bruc Ctra. N-II, km 578,6, camí a mà esquerra, des del Bruc Residencial | 41° 34′ 59″ N, 1° 48′ 32″ E / 41.58303°N,1.80889°E   | IPA-4068      | Mas la Vinya Nova (el Bruc) · Vegeu més fotos d'aquest monument · Carregueu una nova foto d'aquest monument                  |
| Ca n'Elias, Ca n'Elies                                            | BCIL 1992   | XVIII                                      | El Bruc Sant Pau de la Guàrdia                                             | 41° 36′ 43″ N, 1° 44′ 52″ E / 41.61189°N,1.74769°E   | IPA-4070      | Ca n'Elias (el Bruc) · Vegeu més fotos d'aquest monument · Carregueu una nova foto d'aquest monument                         |
| Conjunt de Sant Pau de la Guàrdia                                 | BCIL 1992   | Obra popular XVIII                         | El Bruc Al costat de ca n'Elias                                            | 41° 36′ 44″ N, 1° 44′ 52″ E / 41.6121°N,1.74773°E    | IPA-4071      | Conjunt de Sant Pau de la Guàrdia (el Bruc) · Vegeu més fotos d'aquest monument · Carregueu una nova foto d'aquest monument  |
| Ca n'Oller de la Guàrdia                                          | BCIL 1992   | Obra popular XVIII                         | El Bruc Sant Pau de la Guàrdia, antiga ctra. N-II, km 571,4                | 41° 37′ 54″ N, 1° 43′ 27″ E / 41.63161°N,1.72427°E   | IPA-4072      | Carregueu una nova foto d'aquest monument                                                                                    |
| Església de Sant Pau Vell                                         | BCIL 1992   | Romànic XI, XIV                            | El Bruc Camí des de Can Maçana, fins l'església, prop del coll de Guirló   | 41° 36′ 29″ N, 1° 46′ 25″ E / 41.60798°N,1.77372°E   | IPA-4073      | Església de Sant Pau Vell (el Bruc) · Vegeu més fotos d'aquest monument · Carregueu una nova foto d'aquest monument          |
| Ermita de Sant Simeó Estilita                                     | BCIL 1992   | Romànic XII                                | El Bruc Sant Pau de la Guàrdia, prop de Ca n'Oller                         | 41° 37′ 55″ N, 1° 43′ 29″ E / 41.631901°N,1.724719°E | IPA-4074      | Carregueu una nova foto d'aquest monument                                                                                    |
| Creu commemorativa, Creu de terme de Santa Maria del Bruc         |             | Obra popular XX Mitjan                     | El Bruc C. de la Parròquia, davant la casa n. 40                           | 41° 34′ 43″ N, 1° 46′ 58″ E / 41.57871°N,1.7828°E    | IPA-30758     | Carregueu una nova foto d'aquest monument                                                                                    |
| Can Rovira                                                        |             |                                            | El Bruc                                                                    | 41° 35′ 07″ N, 1° 46′ 49″ E / 41.58523°N,1.78021°E   | IPA-31169     | Carregueu una nova foto d'aquest monument                                                                                    |
| Pou de gel del torrent dels Pèlags                                |             | Obra popular                               | El Bruc                                                                    | 41° 38′ 18″ N, 1° 43′ 27″ E / 41.63834°N,1.72415°E   | IPA-40670     | Carregueu una nova foto d'aquest monument                                                                                    |
| Forn de calç del Clot del Tambor                                  |             | Obra popular XIX-XX                        | El Bruc                                                                    | 41° 35′ 21″ N, 1° 47′ 18″ E / 41.58923°N,1.78829°E   | IPA-40671     | Carregueu una nova foto d'aquest monument                                                                                    |
| Forn de calç de Roques Blanques                                   |             | Obra popular XIX-XX                        | El Bruc                                                                    |                                                      | IPA-40672     | Carregueu una nova foto d'aquest monument                                                                                    |
| Cal Solà de la Vall                                               |             | Obra popular XVII-XVIII                    | El Bruc Bosc de Can Marc                                                   | 41° 38′ 29″ N, 1° 46′ 14″ E / 41.64146°N,1.77053°E   | IPA-42921     | Carregueu una nova foto d'aquest monument                                                                                    |